# Міністерство національної освіти Польщі
 Міністерство національної освіти Польщі (пол. Ministerstwo Edukacji Narodowej Rzeczypospolitej Polskiej) створено в 2006. У прерогативу Міністерства не входить вища освіта, яке підпадає під Міністерство науки та вищої освіти.
Міністр національної освіти — Христина Шумілас.